# Andrena nuptialis
Andrena nuptialis là một loài Hymenoptera trong họ Andrenidae. Loài này được Pérez mô tả khoa học năm 1902.